# میکه کابوت
میکه کابوت (انگلیسی: Mieke Cabout؛ زادهٔ ۳۰ مارس ۱۹۸۶) بازیکن واترپلو اهل هلند است.
وی در مسابقات کشوری و بین‌المللی در مجموع برندهٔ ۱ مدال طلا، ۱ مدال برنز شده‌است.